# Lomahasha
Lomahasha – inkhundla w dystrykcie Lubombo w Królestwie Eswatini. Według spisu powszechnego ludności z 2007 r. zamieszkiwało go 22 239 mieszkańców. Inkhundla dzieli się na cztery imiphakatsi: Lomahasha, Mafucula, Shewula, Tsambokhulu.